# Porúbka (district de Žilina)
Porúbka (en hongrois : Túrirtovány) est une commune de la région de Žilina, en Slovaquie.

## Histoire
La première mention écrite du village date de 1362.

## Démographie

### Évolution de la population
| Année:               | 1994. | 2004.   | 2014.   | 2024.    |
| -------------------- | ----- | ------- | ------- | -------- |
| Nombre de personnes: | 446   | 455     | 466     | 519      |
| Différence:          |       | +2,01 % | +2,41 % | +11,37 % |

| Année:               | 2023. | 2024.   |
| -------------------- | ----- | ------- |
| Nombre de personnes: | 529   | 519     |
| Différence:          |       | -1,89 % |